# Parafia Przemienienia Pańskiego w Masłowie Pierwszym
Parafia Przemienienia Pańskiego – parafia rzymskokatolicka w Masłowie Pierwszym (diecezja kielecka, dekanat masłowski). Erygowana w 1918 r. Mieści się przy ulicy ks. Józefa Marszałka. Duszpasterstwo w niej prowadzą księża diecezjalni.